# 福岡県道21号福岡直方線
福岡県道21号福岡直方線（ふくおかけんどう21ごう ふくおかのおがたせん）は、福岡県福岡市博多区から直方市に至る県道（主要地方道）である。

## 概要
福岡市博多区千代2丁目から直方市新町1丁目に至る。福岡市東区箱崎に時間帯一方通行に指定されている狭隘な区間があり、朝7時 - 9時までは起点から終点方向への通行ができない。また、糟屋郡久山町から宮若市にかけては峠越えの区間があり、冬季は積雪や路面凍結に注意が必要となる。

### 路線データ
- 起点：福岡県福岡市博多区千代2丁目（千代交差点、福岡県道607号福岡篠栗線交点）
- 終点：福岡県直方市新町1丁目（勘六橋西交差点、国道200号交点、福岡県道22号田川直方線市街地側終点）
- 総延長：38.53 km

## 歴史
- 1993年（平成5年）5月11日 - 建設省から、県道福岡直方線が福岡直方線として主要地方道に指定される[1]。

## 路線状況

### 通称
- パピヨン通り（千代交差点 - 千代3丁目交差点）

### 重複区間
- 福岡県道550号浜新建堅粕線（福岡市東区箱崎3丁目・九大正門入口交差点 - 福岡市東区箱崎3丁目・箱崎3丁目交差点）
- 福岡県道24号福岡東環状線（福岡市東区土井1丁目・土井（鳥田）交差点 - 福岡市東区土井3丁目）
- 福岡県道30号飯塚福間線（宮若市福丸・福丸橋交差点 - 宮若市福丸・若宮コミュニティセンター前交差点）
- 福岡県道98号中間宮田線（宮若市龍徳・北小下交差点 - 宮若市龍徳・かゆた橋交差点）
- 福岡県道55号宮田遠賀線（宮若市本城 - 宮若市本城・クリーンセンター入口交差点）
- 福岡県道467号上新入直方線（直方市大字山部・鞍手高校下交差点 - 直方市大字山部）

### 道路施設

#### 橋梁
- 新橋（宇美川、福岡市東区）
- 原田橋（須恵川、福岡市東区）
- 多々羅橋（多々良川、福岡市東区）
- 山の鼻橋（猪野川、糟屋郡粕屋町）
- 蒲田橋（久原川、福岡市東区）
- 中橋（新建川、糟屋郡久山町）
- 首羅橋（久原川、糟屋郡久山町）
- 犬鳴大橋（犬鳴川、宮若市）
- 黒目橋（黒丸川、宮若市）
- 福丸橋（山口川、宮若市）
- 芹田橋（有木川、宮若市）
- 粥田橋（犬鳴川、宮若市）

#### トンネル
- 新犬鳴トンネル：延長1,385 m、1976年（昭和51年）竣工、糟屋郡久山町 - 宮若市

## 地理

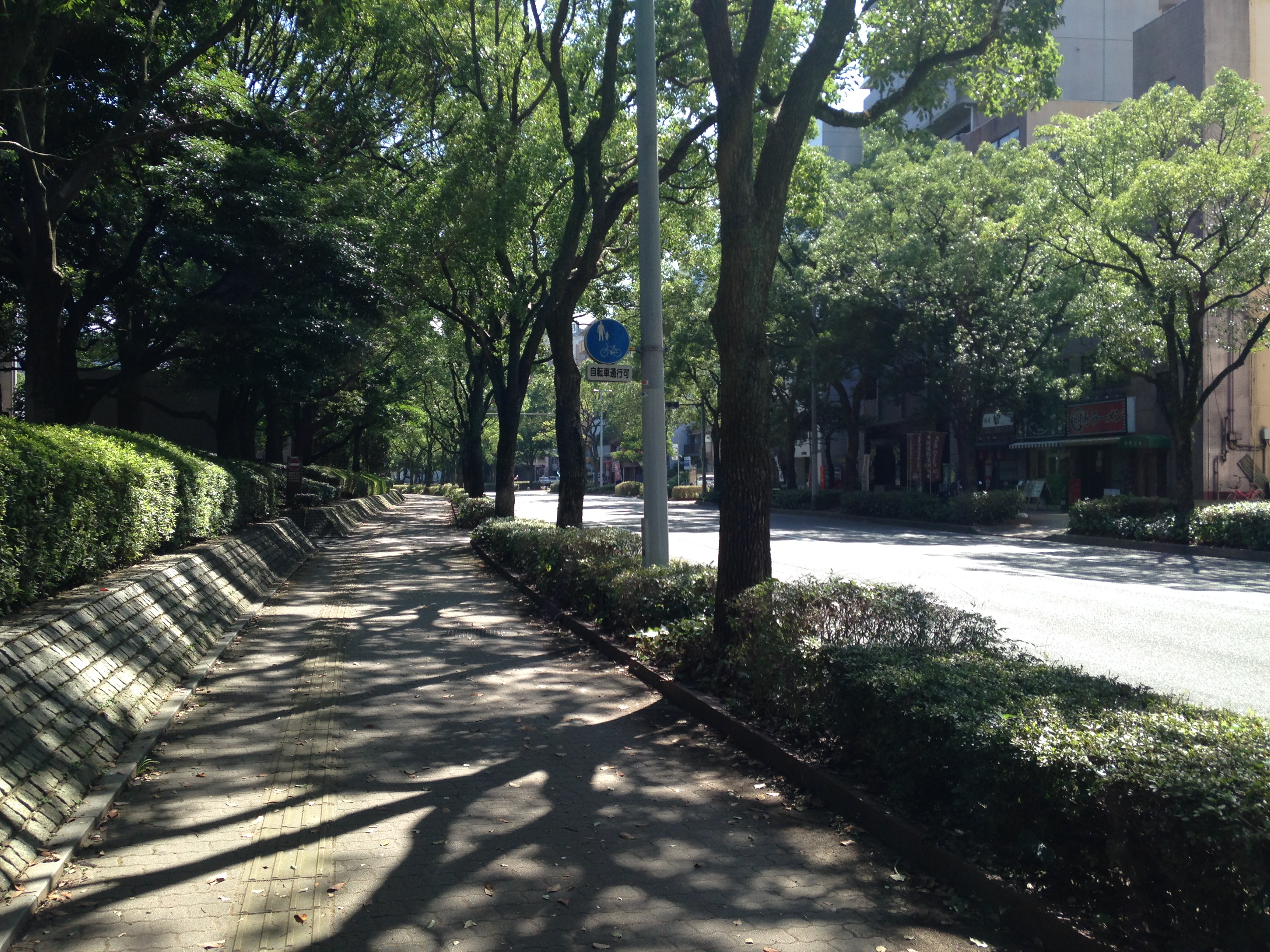
福岡市博多区東公園・福岡県庁舎前。手前が直方方面、奥が福岡方面

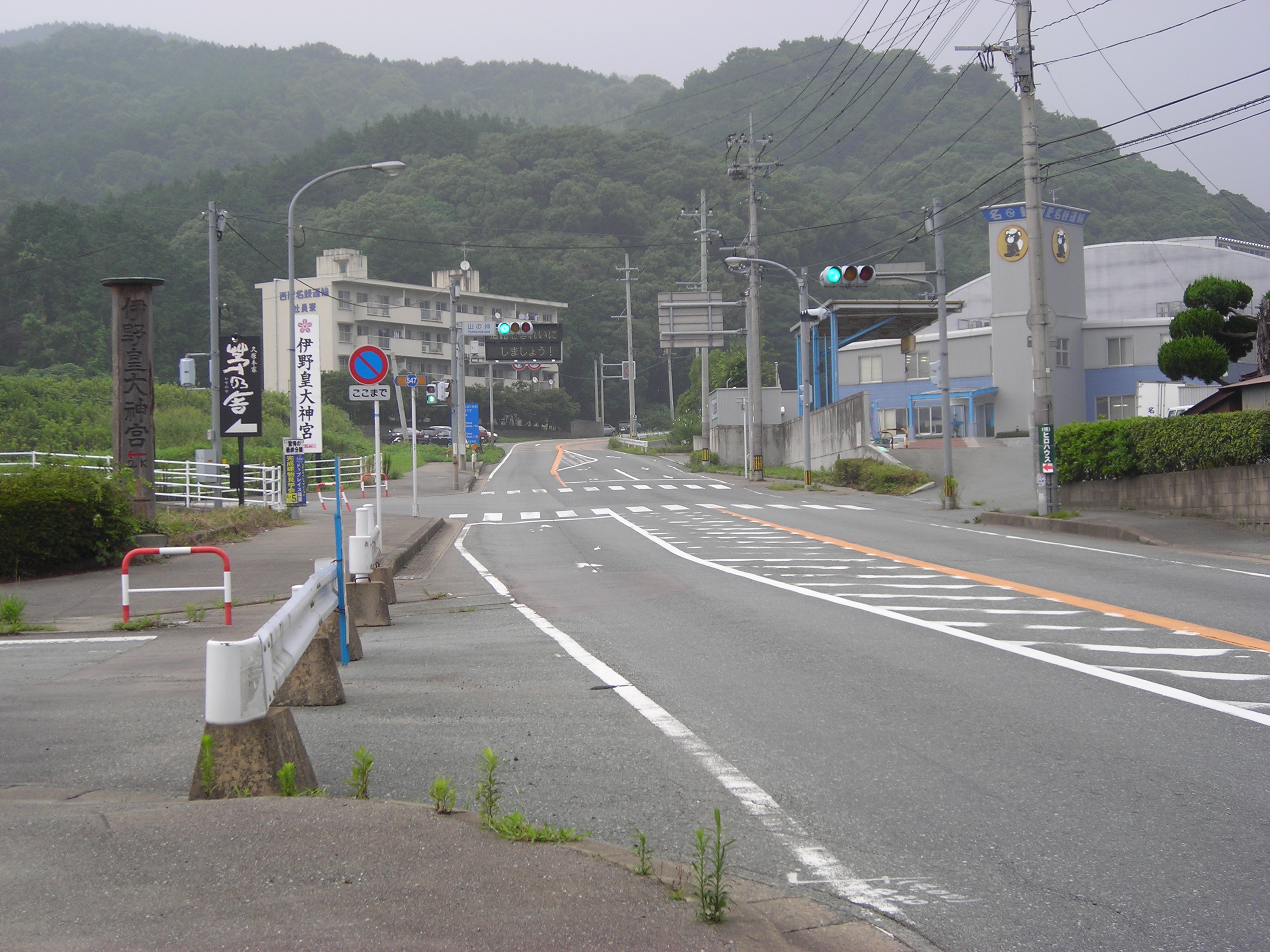
福岡県糟屋郡久山町大字久原。前方に見える山の神交差点の先は犬鳴峠越えの山間部である。手前が福岡方面、奥が直方方面

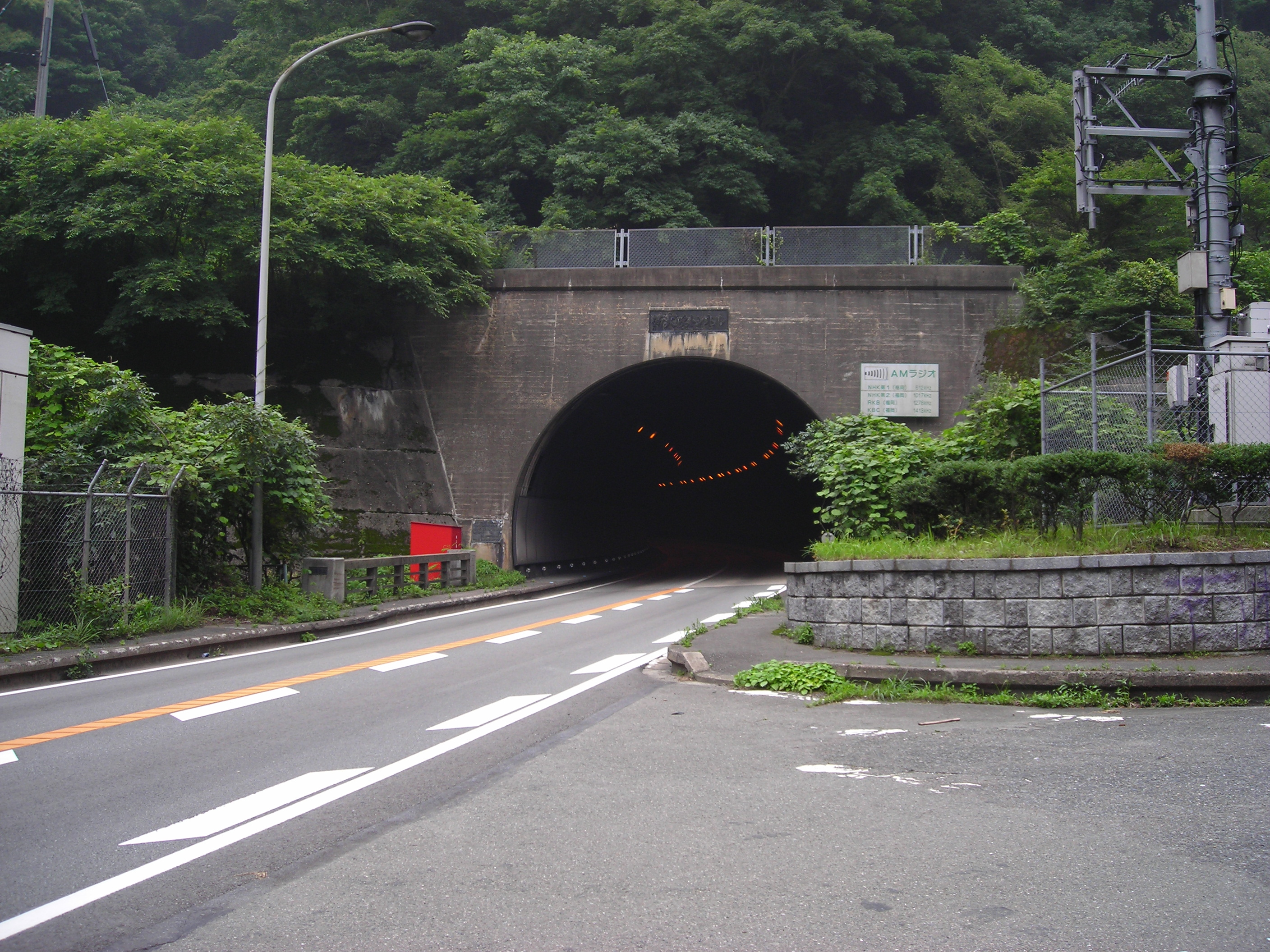
新犬鳴トンネル（久山側）。写真の右側に分岐している道路は旧道。手前が福岡方面、奥が直方方面

### 通過する自治体
- 福岡市（博多区 - 東区）
- 糟屋郡粕屋町
- 福岡市（東区）
- 糟屋郡久山町
- 宮若市
- 直方市

### 交差する道路
| 交差する道路                                                          | 市町村名 | 市町村名 | 交差する場所 | 交差する場所                     |
| --------------------------------------------------------------------- | -------- | -------- | ------------ | -------------------------------- |
| 福岡県道607号福岡篠栗線                                               | 福岡市   | 博多区   | 千代2丁目    | 千代交差点 / 起点                |
| 福岡県道517号吉塚停車場線                                             | 福岡市   | 東区     | 馬出2丁目    | 馬出2丁目交差点                  |
| 福岡県道517号吉塚停車場線                                             | 福岡市   | 東区     | 馬出2丁目    | 馬出小学校前交差点               |
| 福岡県道68号福岡太宰府線                                              | 福岡市   | 東区     | 箱崎1丁目    |                                  |
| 福岡県道550号浜新建堅粕線 重複区間起点                                | 福岡市   | 東区     | 箱崎3丁目    | 九大正門前交差点                 |
| 福岡県道550号浜新建堅粕線 重複区間終点                                | 福岡市   | 東区     | 箱崎3丁目    | 箱崎3丁目交差点                  |
| 国道3号 / 博多バイパス                                                | 福岡市   | 東区     | 松島3丁目    | 松島3丁目交差点                  |
| 福岡県道504号町川原福岡線                                             | 福岡市   | 東区     | 松島3丁目    |                                  |
| 福岡高速4号粕屋線 国道201号 / 福岡東バイパス                          | 福岡市   | 東区     | 多の津1丁目  | 多田羅交差点 403 多の津出入口    |
| 福岡県道24号福岡東環状線 重複区間起点                                 | 福岡市   | 東区     | 土井1丁目    | 土井（鳥田）交差点               |
| 福岡県道546号猪野土井線                                               | 福岡市   | 東区     | 土井2丁目    |                                  |
| 福岡県道24号福岡東環状線 重複区間終点                                 | 福岡市   | 東区     | 土井3丁目    |                                  |
| 福岡県道35号筑紫野古賀線                                              | 糟屋郡   | 久山町   | 大字久原     | 深井交差点                       |
| 福岡県道547号猪野篠栗線                                               | 糟屋郡   | 久山町   | 大字久原     | 山の神交差点                     |
| 福岡県道92号宗像篠栗線                                                | 宮若市   | 宮若市   | 脇田         | 脇田温泉口交差点                 |
| 福岡県道450号八木山若宮線                                             | 宮若市   | 宮若市   | 小伏         | 藤原橋交差点                     |
| 福岡県道462号黒丸竹原線                                               | 宮若市   | 宮若市   | 竹原         | 黒目橋交差点                     |
| 福岡県道30号飯塚福間線 重複区間起点                                   | 宮若市   | 宮若市   | 福丸         | 福丸橋交差点                     |
| 福岡県道30号飯塚福間線 重複区間終点                                   | 宮若市   | 宮若市   | 福丸         | 若宮コミュニティセンター前交差点 |
| 福岡県道463号芹田石丸線                                               | 宮若市   | 宮若市   | 芹田         | 芹田交差点                       |
| 福岡県道21号福岡直方線 / バイパス                                     | 宮若市   | 宮若市   | 芹田         | 芹田大谷交差点                   |
| 福岡県道87号岡垣宮田線                                                | 宮若市   | 宮若市   | 長井鶴       | 羅漢橋西交差点                   |
| 福岡県道74号宮田小竹線                                                | 宮若市   | 宮若市   | 宮田         | 大蔵西交差点                     |
| 福岡県道461号南良津宮田線                                             | 宮若市   | 宮若市   | 宮田         | 宮若市役所入口交差点             |
| 福岡県道55号宮田遠賀線                                                | 宮若市   | 宮若市   | 宮田         | 宮田郵便局前交差点               |
| 福岡県道98号中間宮田線 重複区間起点                                   | 宮若市   | 宮若市   | 龍徳         | 北小下交差点                     |
| 福岡県道21号福岡直方線 / バイパス 福岡県道98号中間宮田線 重複区間終点 | 宮若市   | 宮若市   | 龍徳         | かゆだ橋交差点                   |
| 福岡県道467号上新入直方線 重複区間起点                                | 直方市   | 直方市   | 大字山部     | 鞍手高校下交差点                 |
| 福岡県道467号上新入直方線 重複区間終点                                | 直方市   | 直方市   | 大字山部     |                                  |
| 国道200号 国道211号 重複 福岡県道22号田川直方線 / 市街地側            | 直方市   | 直方市   | 新町1丁目    | 勘六橋西交差点 / 終点            |
| バイパス                                                              |          |          |              |                                  |
| 福岡県道21号福岡直方線 / 現道                                         | 宮若市   | 宮若市   | 芹田         | 芹田大谷交差点                   |
| 福岡県道55号宮田遠賀線 重複区間起点                                   | 宮若市   | 宮若市   | 本城         |                                  |
| 福岡県道55号宮田遠賀線 重複区間終点                                   | 宮若市   | 宮若市   | 本城         | クリーンセンター入口交差点       |
| 福岡県道21号福岡直方線 / 現道 福岡県道98号中間宮田線                  | 宮若市   | 宮若市   | 龍徳         | かゆだ橋交差点                   |

### 交差する鉄道
- 鹿児島本線
- 山陽新幹線
- 香椎線
- 筑豊本線
- 平成筑豊鉄道伊田線

### 沿線
- 福岡市地下鉄箱崎線
  - 千代県庁口駅 - 馬出九大病院前駅
- 福岡県議会・福岡県庁・福岡県警察本部
- 九州大学医系キャンパス・九州大学病院
- 博多メディカル専門学校
- 筥崎宮
- JR九州鹿児島本線 箱崎駅
- 福岡流通センター
- 西鉄バス土井自動車営業所
- 多々良浜古戦場の碑
- 福岡市立多々良中央中学校
- 久山郵便局
- 久山町文化交流センター（レスポアール久山）
- 犬鳴峠
- 犬鳴ダム
- 脇田温泉
- JR九州バス直方線 福丸駅
- 宮若市立若宮小学校
- 宮若市若宮コミュニティセンター（ハートフル）
- 宮若市立宮若西中学校
- JR九州バス福岡中部支店
- 所田温泉 - 旧道沿い
- JR九州バス 宮田駅 - 旧道沿い
- ルミエール宮田店 - 旧道沿い
- 宮若市立宮田北小学校 - 旧道沿い
- 宮若市民球技場 - 新道沿い
- 鞍手共立病院
- 福岡県立鞍手竜徳高等学校
- 直方看護専修学校・直方鞍手地域産業保健センター
- 西徳寺幼稚園・保育園
- 福岡県立鞍手高等学校
- JR九州直方駅西口
- 直方市民球場
- 直方市立直方西小学校
- 平成筑豊鉄道伊田線 南直方御殿口駅

### 沿線ガイド

#### 福岡市・糟屋郡粕屋町
福岡市博多区の千代交差点が起点で、千代3丁目交差点で北東方向に向きを変える。商店街を通り抜ると東方向に進み、鹿児島本線の下を通過すると北東方向に向きを変える。国道3号博多バイパスと接続し、多々良川を渡ると東方向に向きを変え、糟屋郡粕屋町に入る。
糟屋郡粕屋町では町の北端部を東西方向へ進む。香椎線を踏切で越え、再び福岡市に入ると東方向に向きを変え、糟屋郡久山町に入る。

#### 糟屋郡久山町
町に入ってすぐに深井交差点で福岡県道35号筑紫野古賀線と接続し、久山町の中心部を抜けると犬鳴峠越えの区間となり、新犬鳴トンネル内で宮若市に入る。

#### 宮若市
新犬鳴トンネルを抜けて下り坂となり、脇田温泉の北側を通る。市内の芹田大谷交差点で現道とバイパスが分岐し、かゆだ橋交差点で現道とバイパスが合流した後、直方市に入る。

#### 直方市
北東方向へ進み、JR九州直方運輸センターの前で南方向に向きを変える。南西方向に向きを変えた後、東方向に向きを変え国道200号との交点である勘六橋西交差点で終点となる。

### 峠
- 犬鳴峠（標高270 m、糟屋郡久山町 - 宮若市）